# Trần Hùng Nam
Trần Hùng Nam (sinh 1954) là sĩ quan cấp cao trong Quân đội nhân dân Việt Nam, hàm Thiếu tướng, Tiến sĩ, nguyên Cục trưởng Cục Xe-Máy, Tổng cục Kỹ thuật (2008-2014)

## Thân thế sự nghiệp
Năm 1971, ông nhập ngũ học khóa K6 ngành xe quân sự tại Đại học Kỹ thuật Quân sự (nay là Học viện Kỹ thuật Quân sự) cùng với Thượng tướng Trương Quang Khánh, Thứ trưởng Bộ Quốc phòng
Năm 1977, tốt nghiệp ra trường loại Giỏi, ông về công tác tại Viện Kỹ thuật Cơ giới Quân sự, Tổng cục Kỹ thuật.
Năm 1985, ông nghiên cứu sinh tại Học viện Kỹ thuật Quân sự VAAZ, Brno, Tiệp Khắc.
Năm 1989, tốt nghiệp Học viện Kỹ thuật Quân sự VAAZ, Brno, Tiệp Khắc về công tác tại Viện Kỹ thuật Cơ giới Quân sự, Tổng cục Kỹ thuật.
Trước đó, ông từng giữ chức Viện trưởng Viện Kỹ thuật Cơ giới Quân sự, Tổng cục Kỹ thuật
Năm 2008, ông được bổ nhiệm giữ chức Cục trưởng Cục Xe-Máy, Tổng cục Kỹ thuật, Phó Bí thư Đảng ủy Cục Xe-Máy thay cho Đại tá Lê Hữu Thục nghỉ chờ hưu.
Tháng 3 năm 2014, ông nghỉ chờ hưu.
Thiếu tướng (2011)